# نيكولا مور
نيكولا مور (بالألمانية: Nicolas Mohr)‏ هو لاعب كرة قدم نمساوي، ولد في 1 مايو 1996 في النمسا. لعب مع SC Austria Lustenau ‏.

## وصلات خارجية
- نيكولا مور على موقع قاعدة بيانات كرة القدم.إي يو (الإنجليزية)
- نيكولا مور على موقع Soccerway.com (الإنجليزية)
- نيكولا مور على موقع عالم كرة القدم.نت (الإنجليزية)